# Louis Labeyrie
Louis Labeyrie (* 11. Februar 1992 in Gonesse) ist ein französischer Basketballspieler.

## Laufbahn
Labeyrie spielte bis 2011 für Fos Ouest Provence Basket in der dritten und zweiten französischen Liga und wechselte dann für ein Jahr zum Erstligisten Hyeres-Toulon. Dort überzeugte er in der Saison 2011/12 prompt mit Mittelwerten von 9,1 Punkten sowie 6,5 Rebounds je Begegnung. In der Sommerpause 2012 nahm er ein Vertragsangebot des Erstligisten Paris-Levallois an, hatte dort zunächst nicht denselben Erfolg wie bei seiner vorherigen Station, erhöhte seine Einsatzzeit in den folgenden Jahren aber stetig und sammelte Europapokalerfahrung. Beim Draft-Verfahren der NBA im Jahr 2014 sicherten sich die Indiana Pacers in der zweiten Auswahlrunde an 57. Stelle die Rechte an dem Franzosen, gaben diese aber anschließend an die New York Knicks ab. Er wechselte aber nicht in die Vereinigten Staaten, sondern blieb in seinem Heimatland. Die besten statistischen Werte seiner Pariser Zeit verbuchte Labeyrie in seinem letzten Spieljahr in den Farben des Klubs, als er in 29 Partien der Liga-Hauptrunde im Schnitt 9,9 Punkte sowie 8,6 Rebounds erzielte.
Zur Saison 2017/18 wechselte er zu Straßburg IG und tat dort den nächsten Entwicklungsschritt. Labeyrie übernahm in Straßburg im Angriff noch mehr Verantwortung als zuvor in Paris und kam im Spieljahr 2017/18 in der französischen Liga auf 13 Punkte pro Begegnung. Er errang mit Straßburg den Titel im französischen Pokalwettbewerb. In der Champions League überzeugte er ebenfalls und wurde vom Nachrichtenanbieter Eurobasket.com zum besten Flügelspieler der Saison 17/18 gewählt.
Im Juli 2018 unterschrieb Labeyrie einen Vertrag beim spanischen Erstligisten Valencia Basket und wechselte damit erstmals ins Ausland. Mit Valencia gewann er im Frühjahr 2019 den europäischen Vereinswettbewerb EuroCup. Zur Saison 2022/23 wechselte er zu UNICS Kasan nach Russland. Labeyrie wurde mit der Mannschaft 2023 Meister der VTB-Liga und damit gleichzeitig auch russischer Meister. Er spielte bis April 2025 für Kasan und wurde im Juli 2025 als Neuzugang des spanischen Erstligisten CB Gran Canaria vermeldet.

### Nationalmannschaft
2012 gewann er mit der französischen U20-Nationalmannschaft Bronze bei der Europameisterschaft. 2017 gehörte Labeyrie zum Aufgebot der französischen Herrennationalmannschaft bei der EM. Er wurde mit Frankreich Dritter der Weltmeisterschaft 2019.